# 1423 a tudományban
Az 1423. év a tudományban és a technikában.

## Születések
- május 30. - Georg von Peuerbach csillagász és matematikus († 1461)